# Tipula podana
Tipula podana är en tvåvingeart som beskrevs av Alexander 1971. Tipula podana ingår i släktet Tipula och familjen storharkrankar. Inga underarter finns listade i Catalogue of Life.